# Покровська селищна територіальна громада
Покровська селищна громада — територіальна громада України Синельниківського району, Дніпропетровської області. Адміністративний центр — селище Покровське.
Площа громади — 440,3 км², населення — 17 032 мешканці (2018).
Утворена 9 вересня 2016 року шляхом об'єднання Покровської селищної ради, Андріївської і Олександрівської сільських рад колишнього  Покровського району.
19 липня 2020 року, в результаті адміністративно-територіальної реформи і ліквідації Покровського району, громада увійшла до складу новоутвореного Синельниківського району.

## Населені пункти
До складу громади входять селище (Покровське) і 49 сіл:
- Андріївка
- Богодарівка
- Братське
- Вербове
- Вишневе
- Відрадне
- Вільне
- Вовче
- Водяне
- Гай
- Гапоно-Мечетне
- Герасимівка
- Данилівка
- Діброва
- Добропасове
- Дрозди
- Єгорівка
- Зарічне
- Зелена Долина
- Катеринівка
- Кирпичне
- Коломійці
- Кривобокове
- Левадне
- Малинівка
- Маяк
- Мечетне
- Нечаївка
- Новоолександрівка
- Новоскелювате
- Олександрівка
- Олексіївка
- Орли
- Остапівське
- Отрішки
- Злагода
- Петриків
- Писанці
- Піщане
- Привілля
- Радісне
- Романки
- Скотувате
- Солоне
- Старокасянівське
- Тихе
- Христофорівка
- Цегельне
- Чорненкове